# Ржевская тюрьма
СИЗО-3 Ржев — следственный изолятор (СИЗО-3) в городе Ржеве Тверской области. Полное наименование — ФБУ ИЗ 69/3 УФСИН России по Тверской области. Подчинён Министерству юстиции России. Находится по адресу Ржев, Зубцовское шоссе, д.22, вход и въезд возможны только со стороны Зубцовского шоссе.

## История и современность
Тюремный каменный замок во Ржеве был построен в 1768 году при императрице Екатерине II. В то время в нем содержались беглые крепостные крестьяне, пока их не забирали хозяева-помещики. 
В 1805 году при Александре I здание замка было реконструировано и переименовано в Царскую тюрьму.
В 1860 году на её территории была построена Знаменская церковь. 
С приходом советской власти официально тюрьма стала называться «Ржевская уездная тюрьма». 
В 1941 году перед захватом Ржева гитлеровцами, оружие и материальные ценности тюрьмы были вывезены по Волге в город Зубцов. За 17 месяцев оккупации здание было сильно разрушено. Во время «нового порядка» гитлеровцы сгоняли сюда мирное население перед отправкой в концлагеря.
После освобождения Ржева 3 марта 1943 года началось возрождение города. Для восстановления тюремного здания и коммуникаций использовались кирпичи разрушенных церквей. На первом этаже тюрьмы жили сотрудники, на втором и третьем содержались военнопленные немцы и наши граждане, преступившие закон. Пленные гитлеровцы жили в изоляции вплоть до 1946 года и использовались при восстановлении тюрьмы и многих городских строений.
С 1964 года в соответствии с решением коллегии Министерства охраны общественного порядка РСФСР от 31 октября 1963 года тюрьма была преобразована в следственный изолятор.
В настоящее время численность подозреваемых, подследственных и осужденных сократилась, поэтому появилась возможность улучшить условия содержания заключенных. В 2007 году начал работать учебно-консультационный пункт для обучения несовершеннолетних, оборудованный в соответствии с современными требованиями. Все основные предметы школьной программы (кроме иностранного языка) преподают учителя средней школы №11 г. Ржева, это позволяет подследственным не отстать в изучении школьной программы от своих сверстников.
Также в СИЗО действует молельная комната.
Лимит наполнения изолятора (2011 г.) – 281 человек.